# Michael Gilday
Michael Gilday (Iqaluit, 5 gennaio 1987) è un pattinatore di short track canadese.

## Biografia
Ha rappresentato il Canada ai Giochi olimpici di Soči 2014, gareggiando nei 1.500 metri e nella staffetta 5.000 metri.

## Palmarès
- Campionari mondiali

Sheffield 2012; oro nella staffetta 5000 m
Debrecen 2013; oro nella staffetta 5000 m